# Mimoclystia corticearia
Mimoclystia corticearia es una especie de polilla de la familia Geometridae, descrita por primera vez por el entomólogo sueco Per Olof Christopher Aurivillius en 1899, con distribución en el África Oriental. El holotipo de la especie, un espécimen masculino, fue descrito en el sector Kibosho Kati del monte Kilimanjaro, a una altitud de 3000 metros (9842,5 pies) sobre el nivel del mar.